# Ardisia kostermansii
Ardisia kostermansii är en viveväxtart som beskrevs av Benjamin Clemens Masterman Stone. Ardisia kostermansii ingår i släktet Ardisia och familjen viveväxter. Inga underarter finns listade i Catalogue of Life.